# Ironieteken
Het ironieteken is een leesteken dat aangeeft dat een zin ironisch opgevat moet worden.
In de loop der tijden zijn diverse tekens hiervoor voorgesteld, waaronder een "terugkijkend" vraagteken (⸮). De Frans-Belgisch lithograaf en uitvinder Marcellin Jobard gebruikte in Le Courrier Belge van 11 oktober 1841 al een ironieteken. De Franse dichter Alcanter de Brahm stelde aan het eind van de 19e eeuw diverse leestekens voor, waaronder een ironieteken. De wiskundige en schrijver Raymond Queneau volgde in de 20e eeuw met een vergelijkbare oproep.
In Nederland hebben Justus van Effen, Willem Frederik Hermans, Hugo Brandt Corstius, Nico Scheepmaker, K.L. Poll, Harry Mulisch en Henk Hofland voor de invoering van een ironieteken gepleit, maar in hun uitgegeven werk is een dergelijk leesteken niet toegepast. Anderen menen dat ironie nu net niet moet worden aangegeven, omdat het wezen ervan juist is dat de lezer even moet nadenken of de schrijver iets al dan niet meent.
De opmars van de elektronische media zoals weblogs, sms en internet maakten leestekenachtige emoticons populair. Als ironieteken kwam de knipoog-smiley in gebruik: ;-) ,  ;) of in het geval van sarcasme de twee karakters /s, meestal aan het einde van de betreffende tekst.
Het is niet algemeen geaccepteerd deze en andere emoticons in gedrukte media te gebruiken. In diverse media wordt vaak een uitroepteken tussen haken gebruikt, (!).
De Stichting Collectieve Propaganda van het Nederlandse Boek (CPNB) introduceerde in maart 2007 een eigen ontwerp.

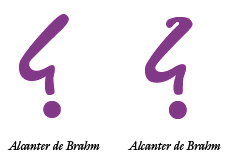
Het ironieteken van Brahm
Het ironieteken van de CPNB